# Parrocchie civili del Kent
Questa è una lista delle parrocchie civili del Kent, Inghilterra.

## Ashford
Ashford non è coperta da parrocchie.
- Aldington
- Appledore
- Bethersden
- Biddenden
- Bilsington
- Bonnington
- Boughton Aluph and Eastwell
- Brabourne
- Brook
- Challock
- Charing
- Chilham
- Crundale
- Egerton
- Godmersham
- Great Chart with Singleton
- Hastingleigh
- High Halden
- Hothfield
- Kenardington
- Kingsnorth
- Little Chart
- Mersham
- Molash
- Newenden
- Orlestone
- Pluckley
- Rolvenden
- Ruckinge
- Sevington
- Shadoxhurst
- Smarden
- Smeeth
- Stanhope
- Stone-cum-Ebony
- Tenterden
- Warehorne
- Westwell
- Wittersham
- Woodchurch
- Wye with Hinxhill

## City of Canterbury
Herne Bay, Whitstable e Canterbury non sono coperte da parrocchie.
- Adisham
- Barham
- Bekesbourne-with-Patrixbourne
- Bishopsbourne
- Bridge
- Chartham
- Chestfield
- Chislet
- Fordwich
- Hackington
- Harbledown
- Herne and Broomfield (1996)
- Hoath
- Ickham
- Kingston
- Littlebourne
- Lower Hardres
- Petham
- St. Cosmus and St. Damian in the Blean
- Sturry
- Swalecliffe
- Thanington Without
- Upper Hardres
- Waltham
- Westbere
- Wickhambreaux
- Womenswold

## Dartford
Dartford non è coperta da parrocchie.
- Bean
- Darenth
- Longfield and New Barn
- Southfleet
- Stone
- Sutton-at-Hone and Hawley
- Swanscombe and Greenhithe
- Wilmington

## Dover
Il distretto è interamente coperto da parrocchie.
- Alkham
- Ash
- Aylesham
- Capel-le-Ferne
- Deal (1996, Town)
- Dover (1996, Town)
- Denton with Wootton
- Eastry
- Eythorne
- Goodnestone
- Great Mongeham
- Guston
- Hougham Without
- Langdon
- Lydden
- Nonington
- Northbourne
- Preston
- Ringwould with Kingsdown
- Ripple
- River
- St. Margaret's at Cliffe
- Sandwich  (Town)
- Shepherdswell with Coldred
- Sholden
- Staple
- Stourmouth
- Sutton-by-Dover
- Temple Ewell
- Tilmanstone
- Walmer (1996)
- Whitfield
- Wingham
- Woodnesborough
- Worth

## Gravesham
Gravesend non è coperta da parrocchie.
- Cobham
- Higham
- Luddesdown
- Meopham
- Shorne
- Vigo (2000)

## Maidstone
Maidstone non è coperta da parrocchie.
- Barming
- Bearsted
- Bicknor
- Boughton Malherbe
- Boughton Monchelsea
- Boxley
- Bredhurst
- Broomfield and Kingswood
- Chart Sutton
- Collier Street (1999)
- Coxheath
- Detling
- Downswood
- East Farleigh
- East Sutton
- Frinsted
- Harrietsham
- Headcorn
- Hollingbourne
- Hucking
- Hunton
- Langley
- Leeds
- Lenham
- Linton
- Loose
- Marden
- Nettlestead
- Otham
- Otterden
- Staplehurst
- Stockbury
- Sutton Valence
- Teston
- Thurnham
- Tovil
- Ulcombe
- West Farleigh
- Wichling
- Wormshill
- Yalding

## Medway
Le aree di Rochester, Gillingham e Chatham non sono coperte da parrocchie.
- Allhallows
- Cliffe and Cliffe Woods
- Cooling
- Cuxton
- Frindsbury Extra
- Halling
- High Halstow
- Hoo St Werburgh
- Isle of Grain
- St Mary Hoo
- Stoke

## Sevenoaks
- Ash-cum-Ridley
- Brasted
- Chevening
- Chiddingstone
- Cowden
- Crockenhill
- Dunton Green
- Edenbridge
- Eynsford
- Farningham
- Fawkham
- Halstead
- Hartley
- Hever
- Hextable
- Horton Kirby and South Darenth
- Kemsing
- Knockholt
- Leigh
- Otford
- Penshurst
- Riverhead
- Seal
- Sevenoaks
- Sevenoaks Weald
- Shoreham
- Sundridge with Ide Hill
- Swanley
- Westerham
- West Kingsdown

## Shepway
Shepway è interamente coperto da parrocchie.
- Acrise
- Brenzett
- Brookland
- Burmarsh
- Dymchurch
- Elham
- Elmsted
- Folkestone (2004)
- Hawkinge
- Hythe
- Ivychurch
- Lydd
- Lyminge
- Lympne
- Monks Horton
- Newchurch
- Newington
- New Romney
- Old Romney
- Paddlesworth
- Postling
- St. Mary in the Marsh
- Saltwood
- Sandgate (2004)
- Sellindge
- Snargate
- Stanford, Kent
- Stelling Minnis
- Stowting
- Swingfield

## Swale
Sittingbourne e Sheerness non sono coperte da parrocchie.
- Badlesmere
- Bapchild
- Bobbing
- Borden
- Boughton under Blean
- Bredgar
- Cliffsend
- Doddington
- Dunkirk
- Eastchurch
- Eastling
- Faversham
- Graveney with Goodnestone
- Hartlip
- Hernhill
- Iwade
- Leaveland
- Leysdown
- Lower Halstow
- Luddenham
- Lynsted with Kingsdown
- Milstead
- Minster-on-Sea
- Newington
- Newnham
- Norton, Buckland and Stone
- Oare
- Ospringe
- Queenborough
- Rodmersham
- Selling
- Sheldwich
- Stalisfield
- Teynham
- Throwley
- Tonge
- Tunstall
- Upchurch
- Warden

## Thanet
Margate e Ramsgate non sono coperte da parrocchie.
- Acol
- Birchington-on-Sea
- Broadstairs and St. Peters
- Cliffsend (2003)
- Manston
- Minster
- Monkton
- St Nicholas at Wade

## Tonbridge and Malling
Tonbridge non è coperta da parrocchie.
- Addington
- Aylesford
- Birling
- Borough Green
- Burham
- Ditton
- East Malling and Larkfield
- East Peckham
- Hadlow
- Hildenborough
- Ightham
- Kings Hill (1999)
- Leybourne
- Mereworth
- Offham
- Platt
- Plaxtol
- Ryarsh
- Shipbourne
- Snodland
- Stansted
- Trottiscliffe
- Wateringbury
- West Malling
- West Peckham
- Wouldham
- Wrotham

## Tunbridge Wells
Royal Tunbridge Wells non è coperta da parrocchie.
- Benenden
- Bidborough
- Brenchley
- Capel
- Cranbrook
- Frittenden
- Goudhurst
- Hawkhurst
- Horsmonden
- Lamberhurst
- Paddock Wood
- Pembury
- Sandhurst
- Southborough
- Speldhurst